# Vadipatti
Vadipatti es una ciudad y nagar Panchayat situada en el distrito de Madurai en el estado de Tamil Nadu (India). Su población es de 26830 habitantes (2011). Se encuentra a 28 km de Madurai.

## Demografía
Según el censo de 2011 la población de Vadipatti era de 26830 habitantes, de los cuales 13326 eran hombres y 13504 eran mujeres. Vadipatti tiene una tasa media de alfabetización del 80,49%, superior a la media estatal del 80,09%: la alfabetización masculina es del 87,03%, y la alfabetización femenina del 74,08%.